# Campionato centramericano maschile di pallacanestro 1973
Il 5º Campionato dell'America Centrale e Caraibico Maschile di Pallacanestro FIBA (noto anche come FIBA Centrobasket 1973) si è svolto dal 16 settembre al 22 settembre 1973 a San Juan a Porto Rico. Il torneo è stato vinto dalla nazionale portoricana.
I FIBA Centrobasket sono una manifestazione contesa dalle squadre nazionali di Messico, Centro America e Caraibi, organizzata dalla CONCENCABA (Confederazione America Centrale e Caraibi), nell'ambito della FIBA Americas.

## Squadre partecipanti
- Cuba
- Guyana
- Isole Vergini Americane
- Messico
- Panama
- Porto Rico
- Rep. Dominicana
- Venezuela

## Classifica finale
| Pos | Squadra | V-P |
| --- | --- | --- |
|     | Porto Rico | 7-0 |
|     | Messico | 6-1 |
|     | Cuba | 5-2 |
| 4   | Panama | 3-3 |
| 5   | Venezuela | 2-4 |
| 6   | Isole Vergini Americane | 2-5 |
| 7   | Rep. DominicanaBatista, Cotes, de la Cruz, Espaillat, Leschhorn, Martínez, Prats, Prince, Quezada, Rozón, Taveras, Tejeda, All. Humberto Rodríguez | 1-4 |
| 8   | GuyanaBrusche, Ceasar, Chalmers, Daniels, Fitzalbert, Henry, Hinds, Joseph, Kendall, Meusa, Pickering, Sullivan, All. Raymond Goulding             | 0-7 |